# Downey (Califórnia)
Downey é uma cidade localizada no estado norte-americano da Califórnia, no Condado de Los Angeles. Foi incorporada em 17 de dezembro de 1956.
É famosa por ser o local de nascimento de James Hetfield, da banda de Heavy Metal Metallica, e onde os Carpenters iniciaram sua carreira.

## Geografia
De acordo com o United States Census Bureau, a cidade tem uma área de 32,6 km², onde 32,1 km² estão cobertos por terra e 0,4 km² por água.

## Demografia
Segundo o censo nacional de 2010, a sua população é de 111 772 habitantes e sua densidade populacional é de 3 477,47 hab/km². Possui 35 601 residências, que resulta em uma densidade de 1 107,62 residências/km².